# Челнаво-Покровское
Челнаво-Покровское — село в Сосновском районе Тамбовской области России. Входит в состав Дегтянского сельсовета.

## География
Челнаво-Покровское расположен в пределах Окско-Донской равнины, на берегу реки Челновая.
Расстояние, примерно, до райцентра — 35 километров, до Тамбова — 50. Ближайшие населённые пункты: с юга находится село Козьмодемьяновка, с севера у границы села — Челнаво-Дмитриевское.

## История
Селение выросло из слободы, расположенной вблизи военно-укрепленного городка Челнавского.
В окладных церковных книгах 1676 года сказано: «Церковь Покрова в Челнавском острожку. У тое церкви двор поповской Василия, двор дьякона Михайла… В приходе к той церкви: 97 дворов стрелецких, 4 двора бобыльских и всего 103 двора…»

## Население
| 2010 |
| ---- |
| 298  |

## Инфраструктура
Православный храм.

## Транспорт
Имеется автобусное сообщение с центром сельсовета селом Дегтянка, а также районным центром и Тамбовом.
Остановка общественного транспорта «Челнаво-Покровское».